# Romain-sur-Meuse
Romain-sur-Meuse è un comune francese di 133 abitanti situato nel dipartimento dell'Alta Marna nella regione del Grand Est.

## Società

### Evoluzione demografica
Abitanti censiti